# Theodor von Reding
Theodor von Reding bzw. Theodor Reding von Biberegg (* 3. Juli 1755 in Schwyz; † 23. April 1809 in Tarragona) war ein Schweizer General der Napoleonischen Kriege in spanischen Diensten. 
Seine Eltern waren der spanische Oberstleutnant Theodor Anton Reding und dessen Ehefrau Magdalena Freuler. Er war der Bruder des Schweizer Politikers Alois von Reding und des Nazar von Reding, später Gouverneur von Mallorca.

## Leben

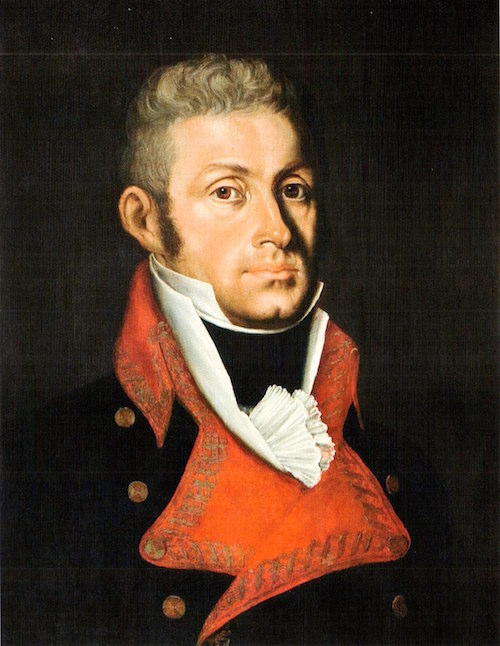
Porträt Theodor von Reding

Am 22. Oktober 1772 trat er mit 17 Jahren in die spanische Armee ein.

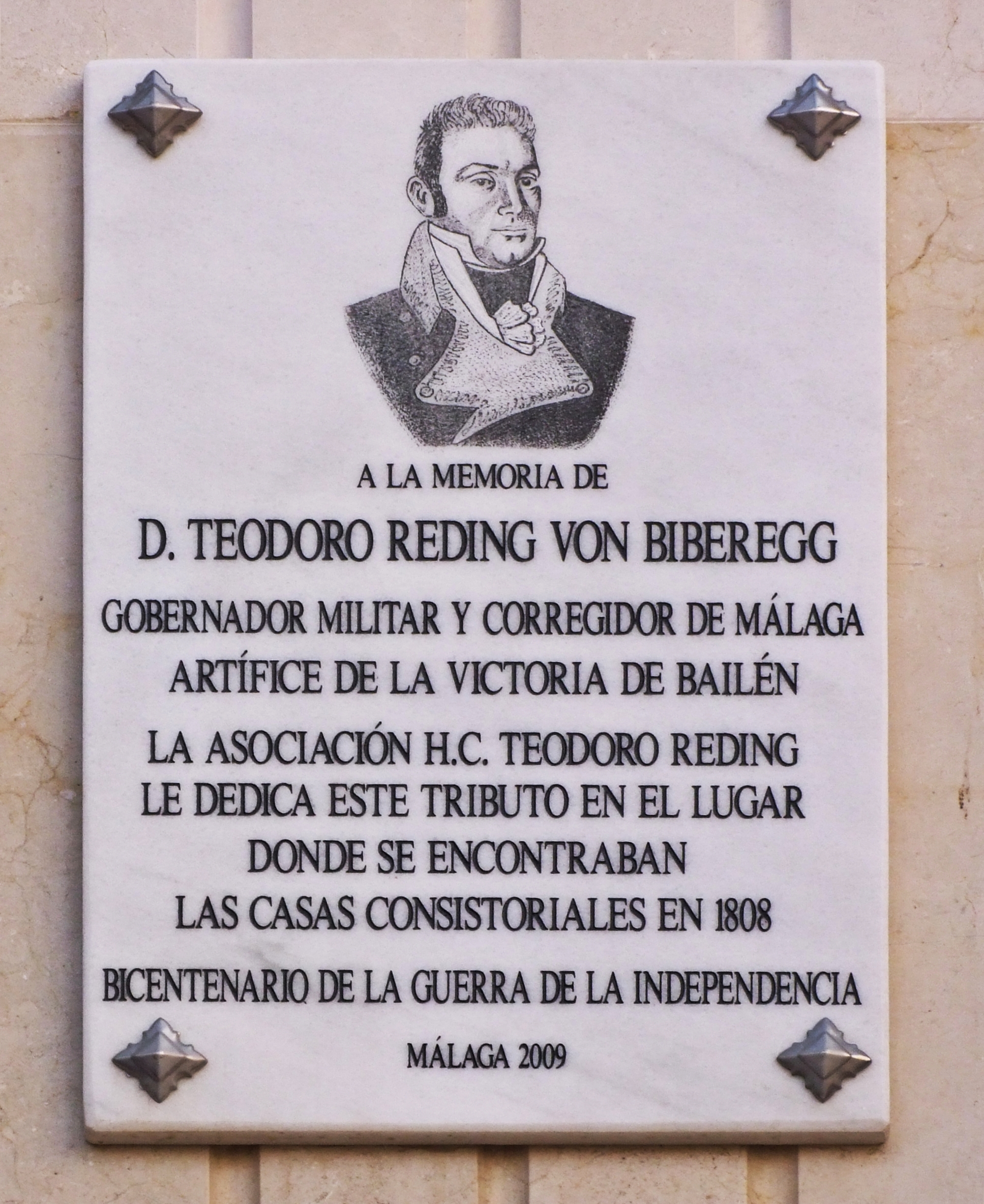
Gedenktafel am Redingplatz in Málaga

Er wurde 1802 mit seinem Regiment nach Málaga versetzt. Während der Gelbfieberepidemien 1803 und 1804 nahm er die Aufgaben der Gesundheitsbehörde (Junta de Sanidad) wahr. Er richtete mit seinem Regiment einen Cordon sanitaire um die Stadt ein, um die Ausbreitung der Krankheit zu verhindern, organisierte den Quellwassertransport vom nahen Gebirge und die Lebensmittelzufur in die siechende Stadt. Nach Beendigung der Seuche erreichte eine Abordnung der Stadtregierung von Málaga beim König von Spanien 1806 die Ernennung Redings zum Militär- und Zivilgouverneur
der Stadt.
Unter Francisco Javier Castaños spielte er im Juli 1808 als Generalleutnant eine entscheidende Rolle in der Schlacht bei Bailén. An der Spitze der spanischen Truppen brach er den politischen Mythos der Unbesiegbarkeit der Franzosen im spanischen Unabhängigkeitskrieg.
Er wurde anschließend nach Katalonien beordert und zum Gouverneur von Tarragona und Generalkapitän von Katalonien ernannt. In verschiedenen Schlachten kämpfte er gegen den Vormarsch der Truppen des napoleonischen Generals Laurent de Gouvion Saint-Cyr an.

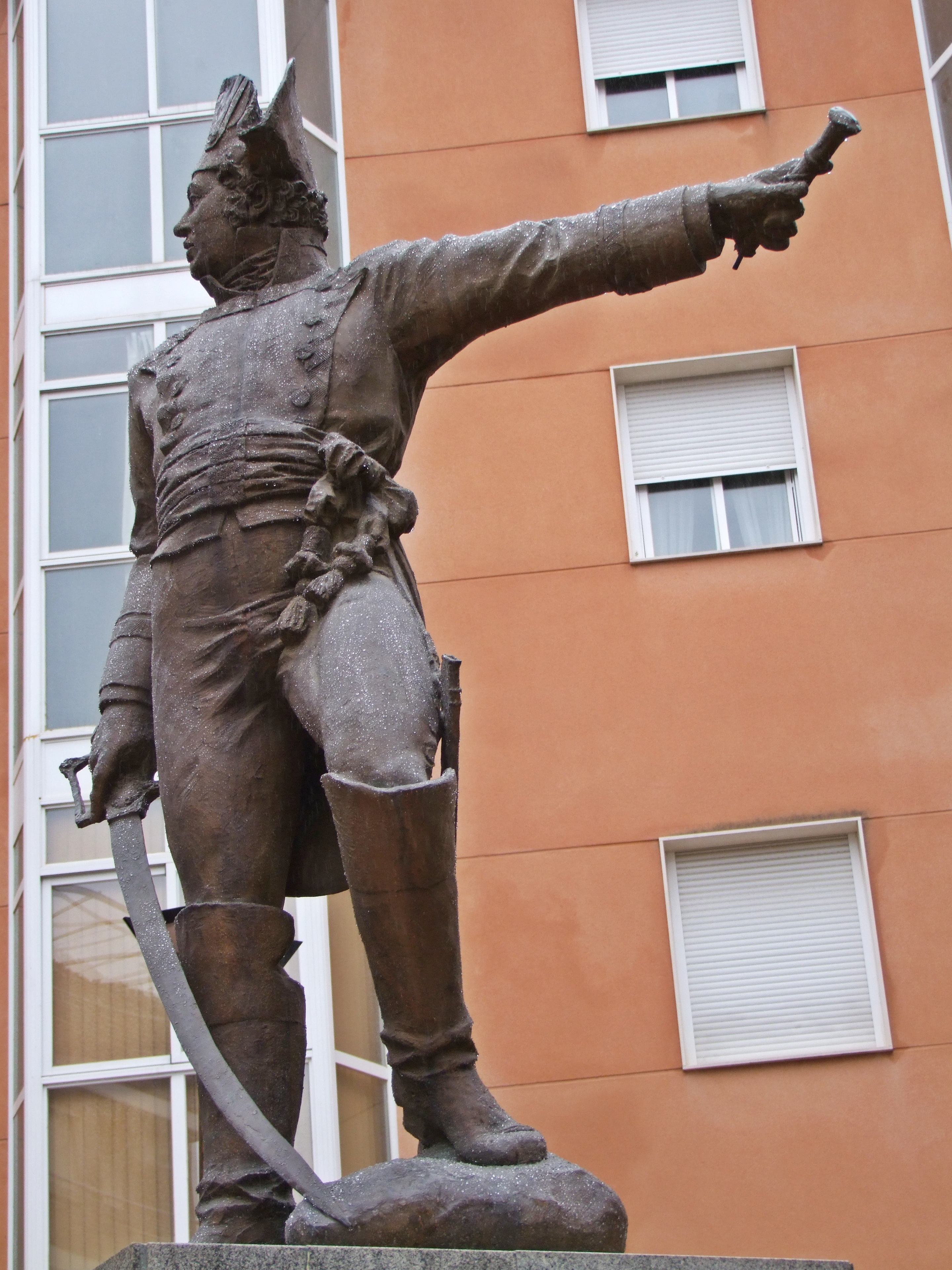
Bronzestatue Theodor Redings von Biberegg in Bailén

Die zwei Generäle standen sich bei der Belagerung von Roses vom 6. November bis 5. Dezember 1808, bei der Schlacht von Llinars am 16. und der Schlacht von Molins de Rei am 21. Dezember 1808 gegenüber. In der Schlacht von Valls am 25. Februar 1809 wurde Theodor von Reding bei der erneuten Niederlage gegen die Truppen von Saint-Cyr durch einen Säbelhieb am linken Arm verwundet. Er konnte sich noch mit den Resten seiner Truppen nach Tarragona zurückziehen. Saint-Cyr sah sich aber trotz seines Sieges nicht in der Lage, Tarragona anzugreifen. Er bot Reding an, über eine Kapitulation zu verhandeln; was dieser jedoch ablehnte.
Während Theodor von Reding neue Pläne ausarbeitete und Truppen organisierte, überfielen ihn im März 1809 fiebrige Anfälle. Am 23. April 1809 verstarb er an Typhus, die er sich beim Besuch verwundeter Soldaten beider Seiten im Lazaret zugezogen hatte:

„Unser Land hat einen unersetzlichen Verlust erlitten. Der edle, der große, der unvergeßliche Marschall Reding lebt nicht mehr. Er starb den 23ten April Morgens um ½ 1 Uhr, nach einer dreyzehntägigen Krankheit, die hier seit vier bis fünf Monaten ziemlich allgemein, und unter dem Namen faules Fieber bekannt ist. Den 11. April besuchte er, nach seiner Gewohnheit, die Blessirten und Kranken im Spital; da sog er das tödliche Gift ein, mußte gerade zu Bette gehen, und seine Aerzte verzweifelten gleich Anfangs an seiner Genesung […]. Der Verstorbene wurde während seiner kurzen Krankheit mit väterlicher Liebe durch den Erzbischof von Tarragona, und mit kindlicher Treue von seinen Untergebenen gepflegt. Er empfieng die Sakramente und schied als Held. Ganz Tarragona begleitete seinen Leichenzug; die allgemeine Trauer und der Enthusiasmus, welche über diesen Verlust hier herrschen, lassen sich nur mit der Trauer Englands um ihren unersetzlichen Nelson vergleichen.“

Reding hatte auch versucht, französische Kriegsgefangene (inklusive Schweizer Söldner) zu retten, die auf die unbewohnte Insel Cabrera deportiert wurden. Er wurde in der Kathedrale von Tarragona beigesetzt. 1892 wurden seine Gebeine exhumiert und auf den neuen Friedhof überführt.
Er hatte im Jahr 1778 Josefa von Reding, die Tochter des Josef Ulrich von Reding, geheiratet.